# 迅猛龍屬 (美頜龍科)
迅猛龍屬（由漢語拼音轉寫而來）是一屬發現於中國河北省花吉營組的美頜龍科獸腳类恐龍，模式種兼唯一種是英良迅猛龍（Xunmenglong yingliangis）。正模標本由骨盆、尾基部和后肢组成，以前是含三種不同動物骨骼的嵌合體的一部分。本属被描述為美頜龍科的最小已知成员，尺寸约接近棒爪龍亚成體正模標本或长約0.5米（1.6英尺）。